# Oleh Tymtschenko
Oleh Oleksandrowytsch Tymtschenko (ukrainisch Олег Олександрович Тимченко, russisch Олег Александрович Тимченко/Oleg Alexandrowitsch Timtschenko; * 27. April 1978 in Charkiw, Ukrainische SSR) ist ein ehemaliger ukrainischer Eishockeyspieler, der seine größten Erfolge beim HK Junost Minsk in der belarussischen Extraliga erzielte.

## Karriere
Oleh Tymtschenko, der der Nachwuchsabteilung von Dinamo Charkiw entstammt, begann seine Karriere als Eishockeyspieler in der kanadischen Juniorenliga Québec Major Junior Hockey League, in der er von 1996 bis 1999 für die Huskies de Rouyn-Noranda, die ihn beim CHL Import Draft 1996 in der ersten Runde als insgesamt achten Spieler gezogen hatten, und Drakkar de Baie-Comeau aktiv war. Anschließend verbrachte der Flügelspieler zwei Jahre in der East Coast Hockey League bei den Greensboro Generals, Florida Everblades und New Orleans Brass. Anschließend kehrte er in seine ukrainische Heimat zurück, wo er in der Saison 2001/02 für den HK Donbass Donezk und in der Spielzeit 2002/03 für Druschba-78 Charkiw in der ukrainischen Eishockeyliga auflief. 2002 war er bester Vorbereiter und Topscorer der ukrainischen Eishockeyliga und ein Jahr später Torschützenkönig. Von 2003 bis 2005 stand der Linksschütze bei den Heerenveen Flyers in der niederländischen Eredivisie unter Vertrag. In dieser Zeit absolvierte er zwischenzeitlich auch vier Spiele für den HK Chimwolokno Mahiljou in der belarussischen Extraliga.
Für die Saison 2005/06 wurde Tymtschenko von Ritten Sport aus der italienischen Serie A1 verpflichtet. Anschließend kehrte er nach Belarus zurück, wo er in den folgenden vier Jahren für den HK Njoman Hrodna, Chimik-SKA Nawapolazk, den HK Homel und den HK Junost Minsk auf dem Eis stand. Mit Junost Minsk wurde der Nationalspieler 2009 und 2010 jeweils belarussischer Meister, wozu er 2009 als Topscorer und 2010 als Torschützenkönig maßgeblich beitrug. Für die Saison 2010/11 unterschrieb er zunächst einen Vertrag beim neu gegründeten HK Budiwelnik Kiew aus der Kontinentalen Hockey-Liga. Nachdem dieser aufgrund von Verzögerungen bei der Stadionrenovierung den Spielbetrieb in der KHL nicht aufnehmen konnte, blieb er bei Junost Minsk und gewann mit der Mannschaft 2010/11 nicht nur erneut die belarussische Meisterschaft, sondern auch auf europäischer Ebene den IIHF Continental Cup. 2014 wechselte er zunächst zum Ligakonkurrenten Metallurg Schlobin, zog aber bereits im Oktober des Jahres weiter zum HK Schachzjor Salihorsk, bei dem er mit noch elf Einsätzen zum erstmaligen Gewinn des belarussischen Titels beitrug. Anschließend beendete er seine Karriere.

### International
Für die Ukraine nahm Tymtschenko an den Weltmeisterschaften der Top-Division 2004 und 2005 sowie den Weltmeisterschaften der Division I 2009, 2010, 2011, 2012, 2013 und 2014 teil. Bei der WM 2011 war er gemeinsam mit dem Briten David Clarke Torschützenkönig des Turniers. 2013, als die Ukrainer den sofortigen Wiederaufstieg in die Gruppe A der Division I erreichten, wurde er mit fünf Toren und fünf Vorbereitungen nicht nur als bester Scorer, sondern auch als bester Stürmer ausgezeichnet.
Des Weiteren stand er im Aufgebot seines Landes bei den Qualifikationen zu den Olympischen Winterspielen 2010 in Vancouver und Olympischen Winterspielen 2014 in Sotschi.

## Erfolge und Auszeichnungen
- 2002 Topscorer und bester Vorbereiter der Ukrainischen Eishockeyliga
- 2003 Torschützenkönig der Ukrainischen Eishockeyliga
- 2009 Belarussischer Meister mit dem HK Junost Minsk
- 2009 Topscorer der Extraliga
- 2010 Belarussischer Meister mit dem HK Junost Minsk
- 2010 Torschützenkönig der Extraliga
- 2011 Belarussischer Meister mit dem HK Junost Minsk
- 2011 IIHF-Continental-Cup-Gewinn mit dem HK Junost Minsk
- 2011 Torschützenkönig bei der Weltmeisterschaft der Division I, Gruppe B
- 2013 Aufstieg in die Division I, Gruppe A, bei der Weltmeisterschaft der Division I, Gruppe B
- 2013 Bester Scorer und bester Stürmer bei der WM der Division I, Gruppe B
- 2015 Belarussischer Meister mit dem HK Schachzjor Salihorsk